# Râu Bărbat, Hunedoara
Râu Bărbat este un sat în comuna Pui din județul Hunedoara, Transilvania, România. Se află în partea de sud a județului, în Depresiunea Hațeg.

## Lăcașuri de cult
În partea sud-vestică a comunei Pui se află satul Râu Bărbat, centrul cnezatului medieval cu același nume, menționat documentar în anul 1391, ca „Barbavidzae”. Biserica de zid a acestei localități face parte din categoria vechilor ctitorii cneziale hațegane, începuturile coborându-i până prin secolele XVI-XVII. Lăcașul, închinat praznicului „Pogorârii Sfântului Duh”, se compune dintr-un altar semicircular ușor decroșat, o navă dreptunghiulară cu intrarea pe latura sudică și un turn-clopotniță masiv, cu fleșă piramidală zveltă; învelitoarea este din tablă.

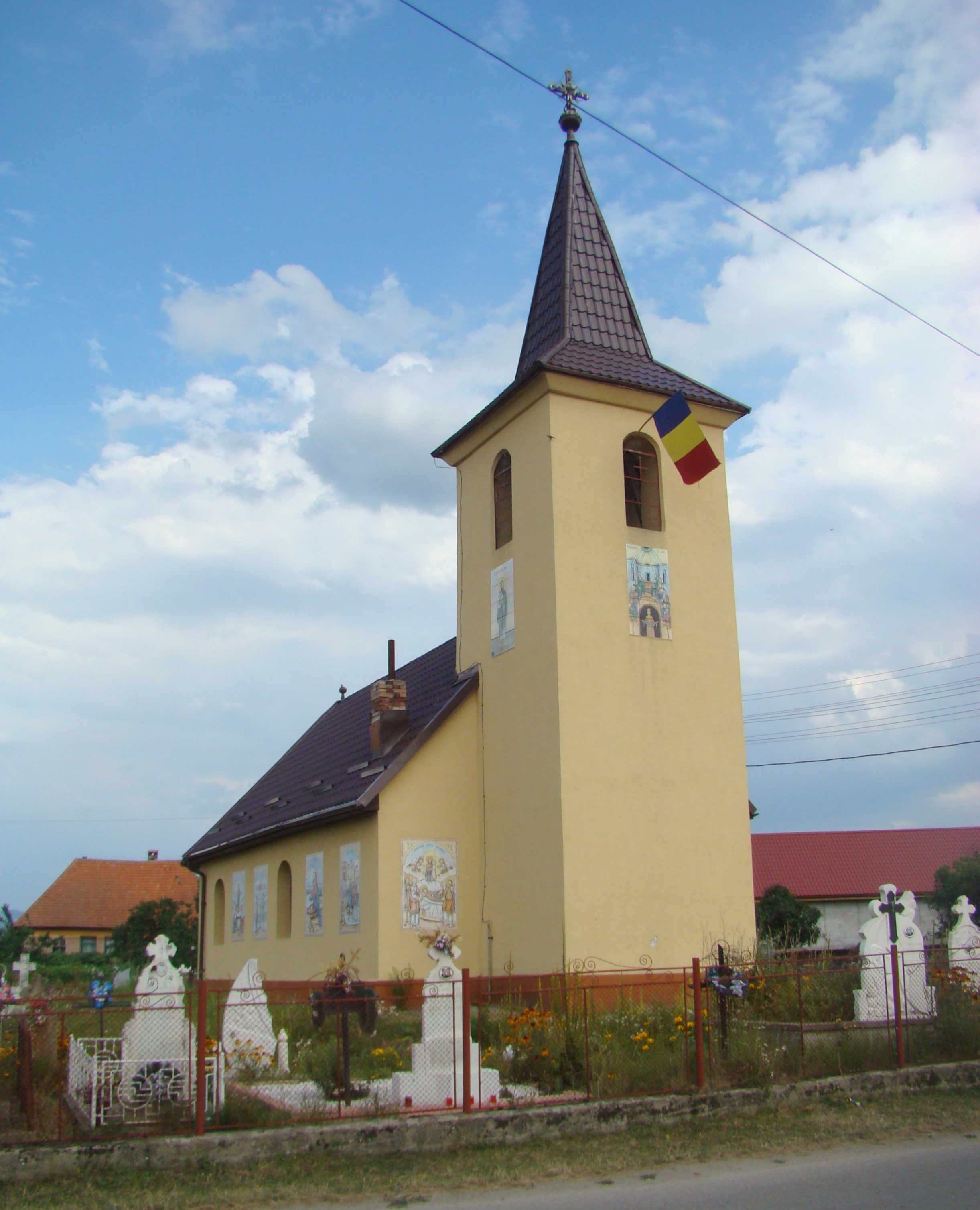
Biserica „Pogorârea Sfântului Duh” (secolul XVII)

Numeroasele refaceri la care a fost supusă biserica i-au modificat, în timp, aspectul originar. Spre exemplu, în anul 1788, edificiul a fost prădat și incendiat de turci; refăcut, a împărtășit aceeași soartă în 1812. Din nou consolidată, biserica a fost apoi afectată de un seism. O intervenție a avut apoi loc și în 1866, lăcașului adosându-i-se cu acest prilej turnul-clopotniță actual; alte modificări au survenit în 1885. Supusă, începând cu anul 2001, unei ample renovări, ctitoria a fost pictată de ieromonahul Porfirie Cuciuc din Petroșani în 2005, fiind târnosită în același an.
Biserica actuală a înlocuit o altă ctitorie cnezială, cu hramul „Sfântul Ierarh Nicolae”, menționată, indirect, la 17 februarie 1411, când protopopul Dobrotă din Râu Bărbat („presbiter valachorum et archydiaconus eorundem”) și fii săi Vlad, Iaroslav, Costea, Gabriel și Lazăr disputau o parte a cnezatului cu Barb, fiul lui Leel.

## Imagini

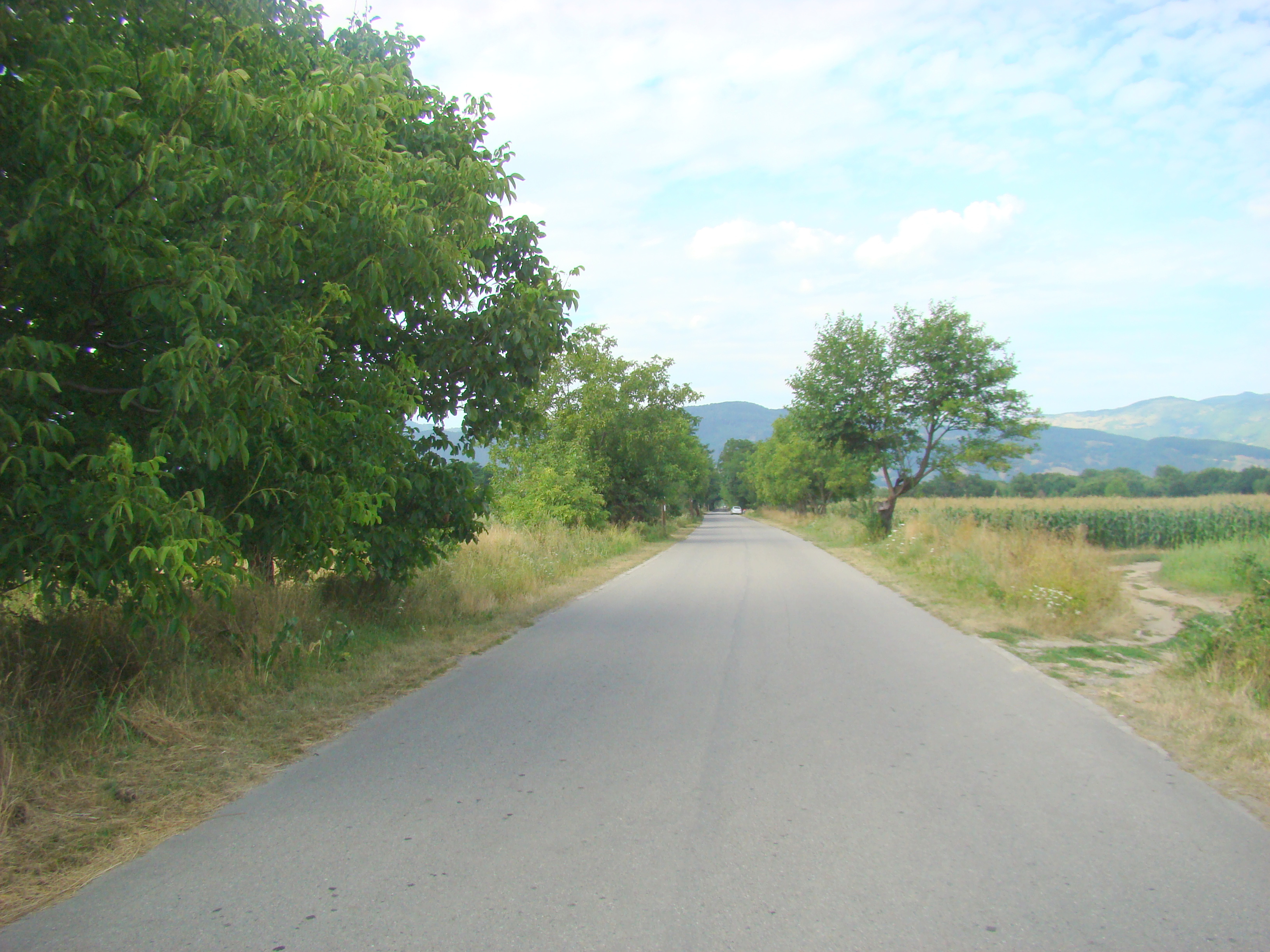
Drumul spre satul Râu Bărbat
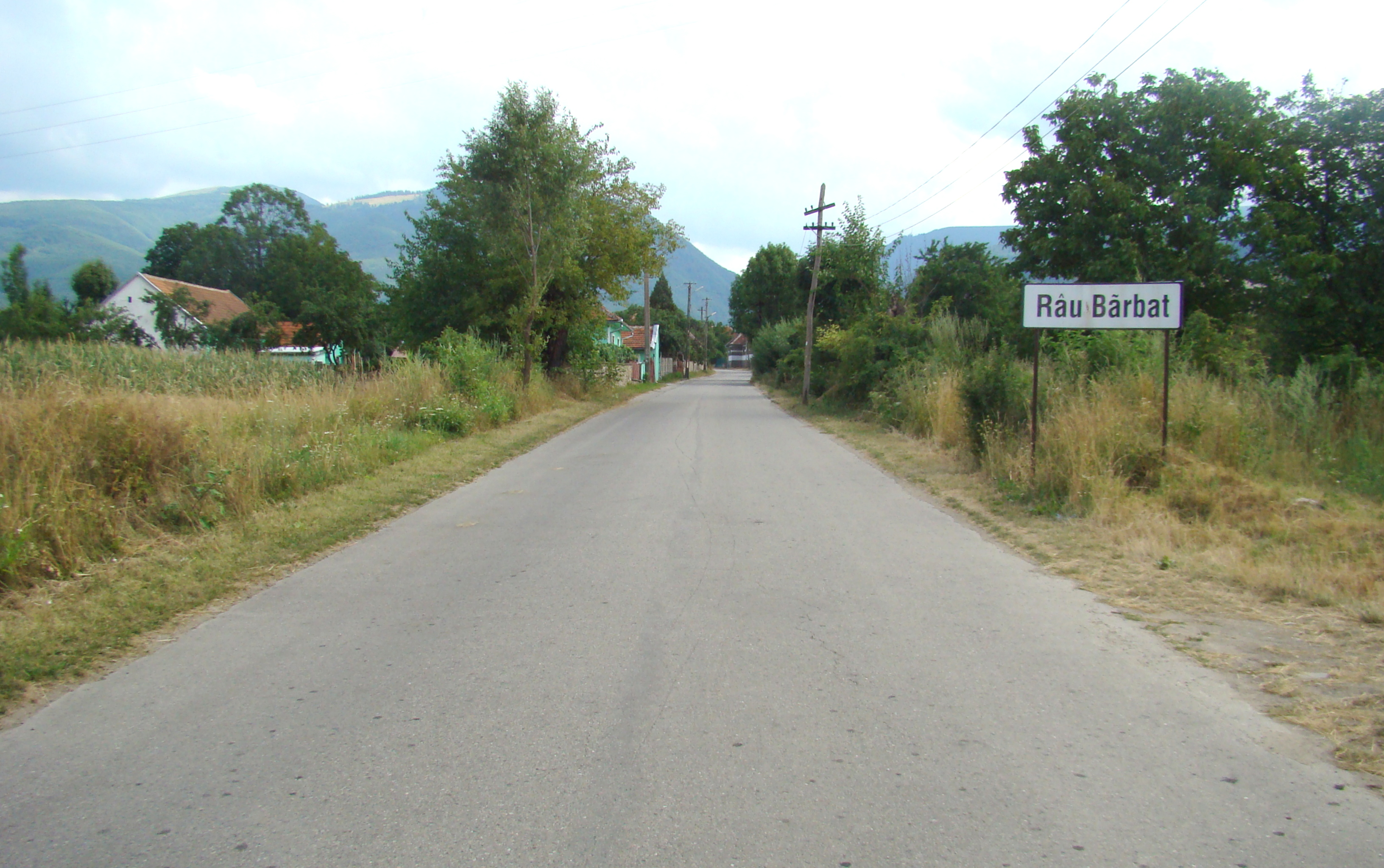
Intrarea în localitate
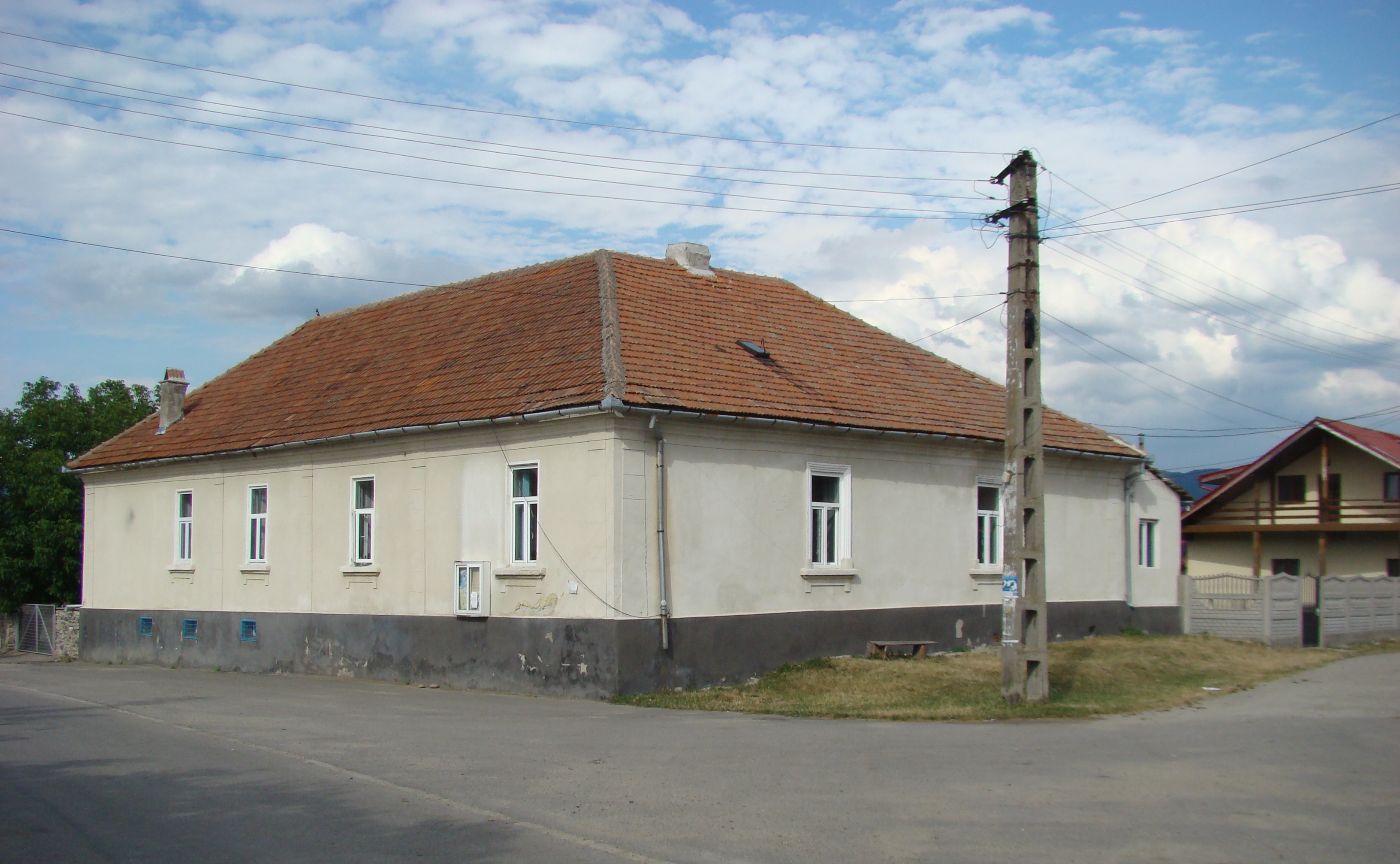
Căminul pentru persoane vârstnice
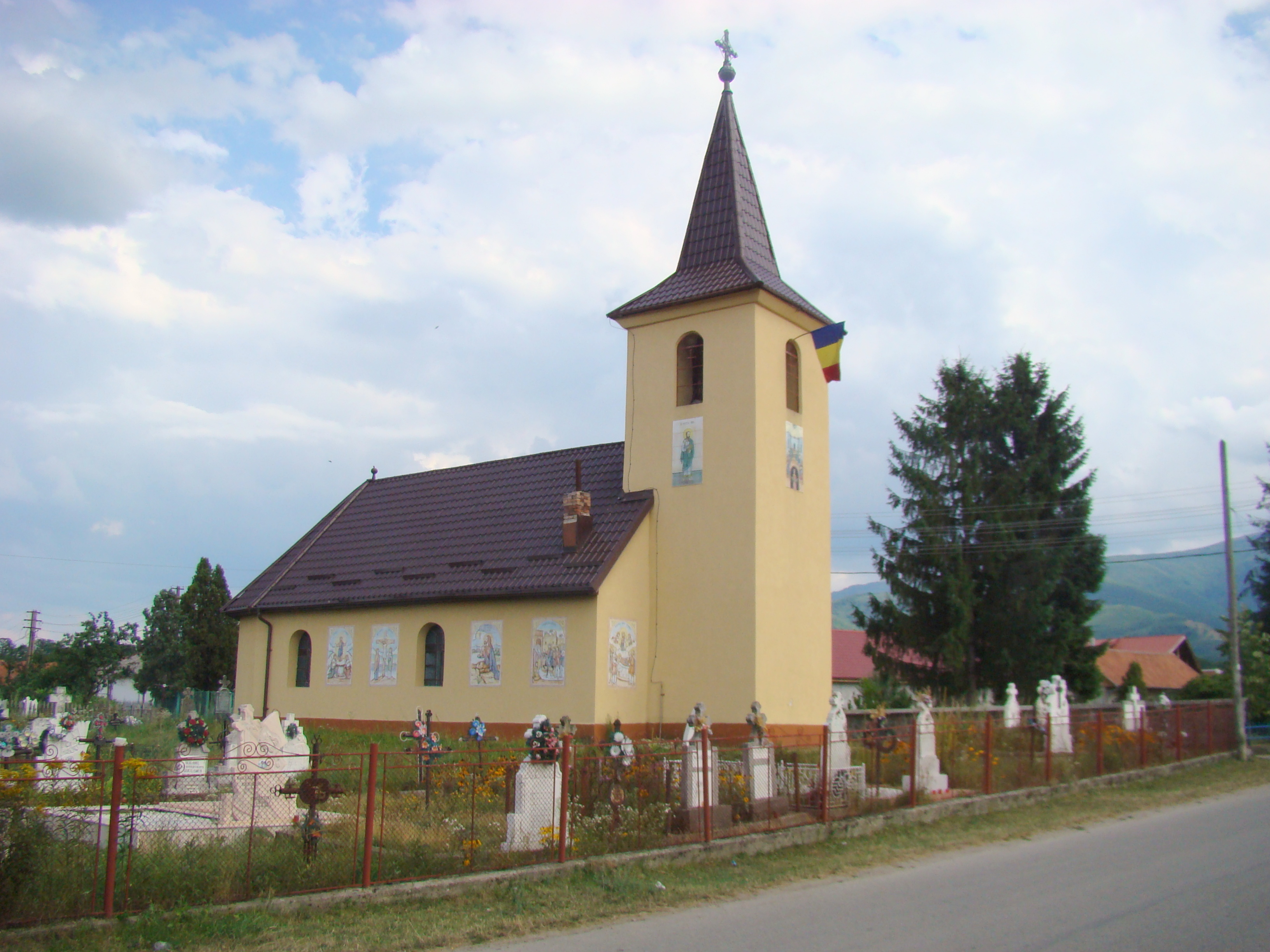
Biserica „Pogorârea Sfântului Duh” (secolul XVII)